# Subbelba biclavata
Subbelba biclavata är en kvalsterart som först beskrevs av Wang och Norton 1993.  Subbelba biclavata ingår i släktet Subbelba och familjen Damaeidae. Inga underarter finns listade i Catalogue of Life.